# Centre Médical Académique (Amsterdam)
Le Centre Médical Académique (en néerlandais : Academisch Medisch Centrum), ou AMC, est l'hôpital universitaire historiquement affilié à l'Université d'Amsterdam. Après une fusion en 2023 avec le Centre Médical Universitaire VU (nl), il fait désormais partie du Centre Médical Universitaire d'Amsterdam (nl), une organisation unique de deux sites affiliée à deux universités. C'est l'un des plus grands et des plus importants hôpitaux des Pays-Bas, situé dans le quartier de Bijlmermeer, dans la partie sud-est de la ville d'Amsterdam. L'AMC est régulièrement classée parmi les 50 meilleures écoles de médecine au monde.

## Histoire
L'AMC est construit vers 1980, et ouvre en 1983 pour se substituer aux deux hôpitaux historiques de la ville d'Amsterdam,  le Wilhelmina Gasthuis (nl) et le Binnengasthuis (nl). Ce dernier est fermé à l'ouverture de l'AMC pour devenir l'un des principaux bâtiments de l'Université d'Amsterdam.
Depuis 1984, le bâtiment J du centre accueille le musée Vrolik (nl), qui expose des préparations et curiosités anatomiques ou médicales.
L'AMC a au cours de son histoire entretenu une étroite coopération avec l'autre hôpital universitaire d'Amsterdam, le Centre Médial VU (VUmc (nl)), affilié à l'Université libre d'Amsterdam. Les deux hôpitaux ont fusionné leurs administrations le 7 juin 2018 pour former le Centre Médical Universitaire d'Amsterdam. La fusion fut entièrement finalisée le 31 décembre 2023.

## Services
Le centre médical comprend de nombreux services de soins tertiaires et unités spéciales, notamment :
- Un service de soins intensifs ;
- Une unité de neurochirurgie ;
- Une unité de chirurgie cardiothoracique ;
- Des unités néonatales et pédiatriques ;
- Un centre d'oncologie pédiatrique ;
- Un centre de traumatologie ;
- Un service d'infectiologie.

## Galerie

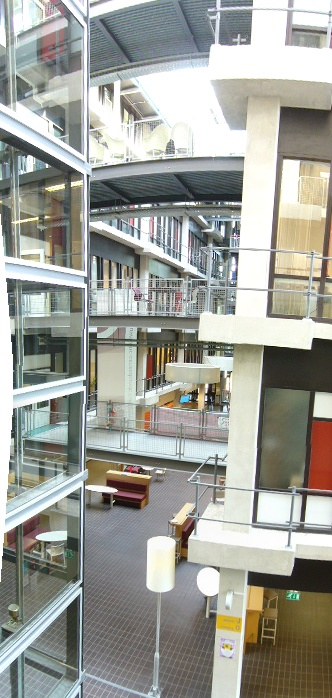
L'intérieur du centre médical
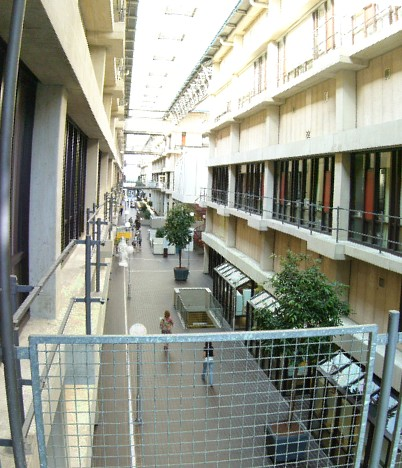
L'allée centrale
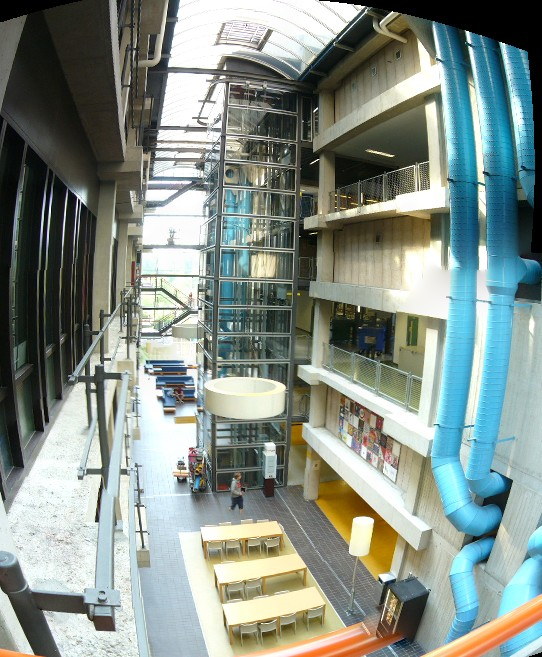
L'allée centrale
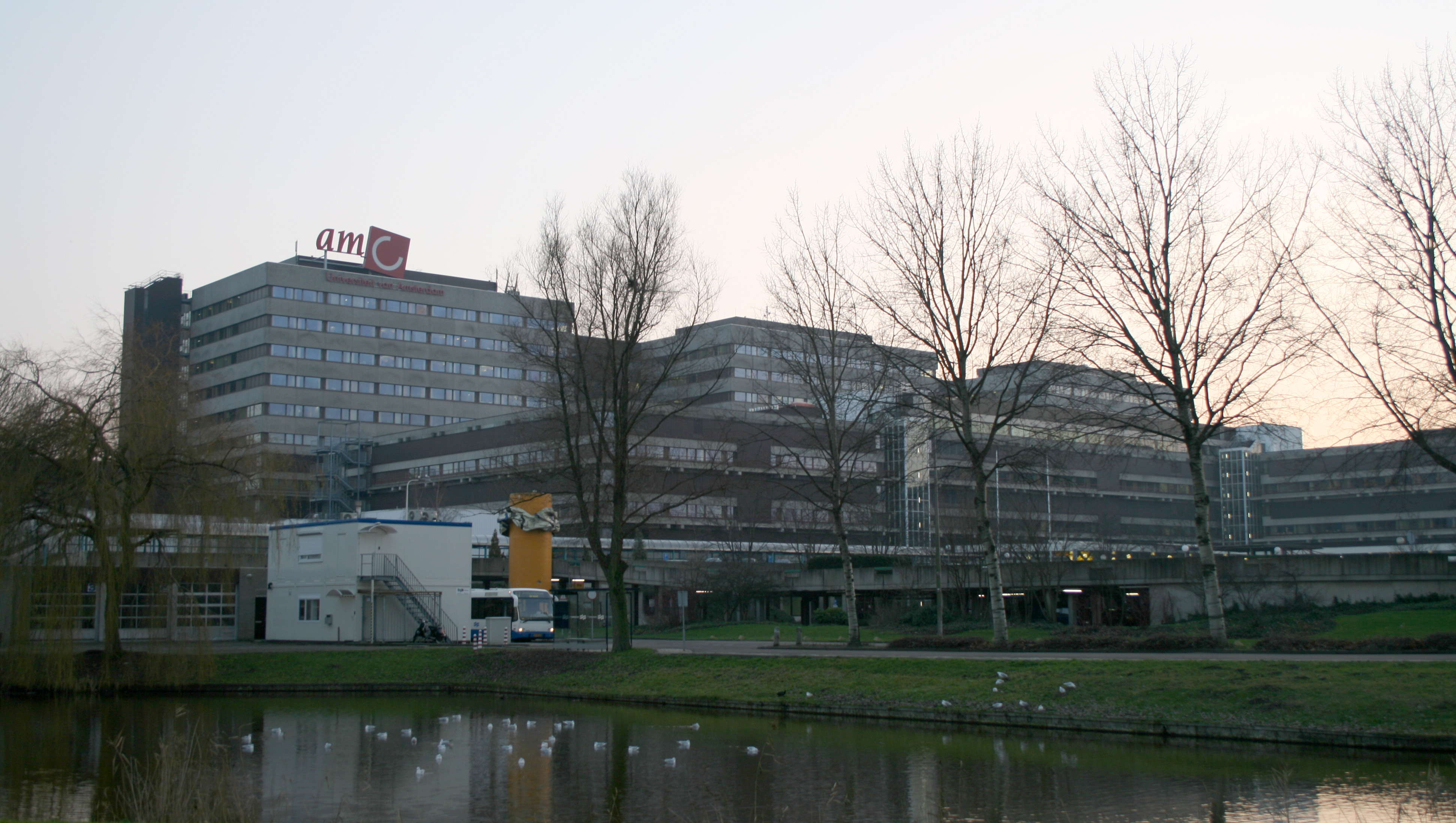
Le campus de l'AMC
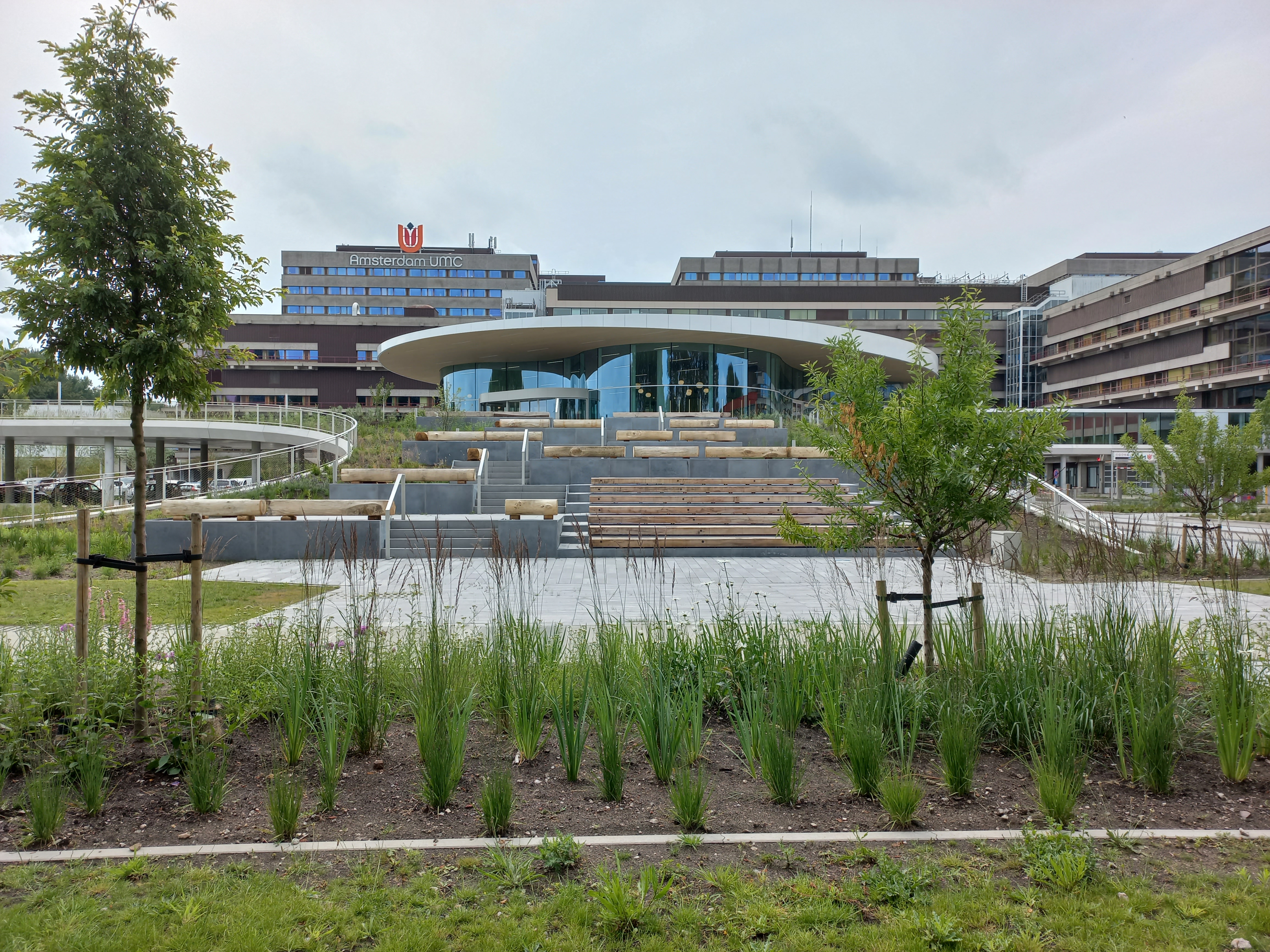
L'entrée inaugurée en mai 2022